# Municipio de Wakefield (Míchigan)
El municipio de Wakefield (en inglés: Wakefield Township) es un municipio ubicado en el condado de Gogebic en el estado estadounidense de Míchigan. En el año 2010 tenía una población de 305 habitantes y una densidad poblacional de 0,65 personas por km².

## Geografía
El municipio de Wakefield se encuentra ubicado en las coordenadas 46°32′53″N 89°52′22″O / 46.54806, -89.87278. Según la Oficina del Censo de los Estados Unidos, el municipio tiene una superficie total de 467.46 km², de la cual 465,41 km² corresponden a tierra firme y (0,44 %) 2,05 km² es agua.

## Demografía
Según el censo de 2010, había 305 personas residiendo en el municipio de Wakefield. La densidad de población era de 0,65 hab./km². De los 305 habitantes, el municipio de Wakefield estaba compuesto por el 99,67 % blancos y el 0,33 % eran de una mezcla de razas. Del total de la población el 0,33 % eran hispanos o latinos de cualquier raza.